# Brťov-Jeneč
Obec Brťov-Jeneč se nachází v okrese Blansko v Jihomoravském kraji. Žije zde 354 obyvatel. Skládá se ze dvou částí, Brťov u Černé Hory a Jeneč. Obě části byly sloučeny roku 1960.

## Historie
První písemná zmínka o obci pochází z roku 1276.

## Obyvatelstvo
Ke sčítání lidu roku 2011 bylo v obci sečteno 357 obyvatel. K 1. lednu 2020 obec čítala 359 obyvatel. Svého největšího počtu obyvatel obec dosáhla při Rakousko-Uherském sčítání lidu roku 1910, kdy čítala 509 obyvatel.
| 1910 | 1921 | 1930 | 1950 | 1961 | 1970 | 1980 | 1991 | 2001 | 2011 | 2020 |
| ---- | ---- | ---- | ---- | ---- | ---- | ---- | ---- | ---- | ---- | ---- |
| 509  | 470  | 487  | 453  | 466  | 413  | 377  | 387  | 362  | 389  | 359  |

## Pamětihodnosti
- Kaple Nanebevzetí Panny Marie
- Zvonice
- kříž a boží muka

## Galerie

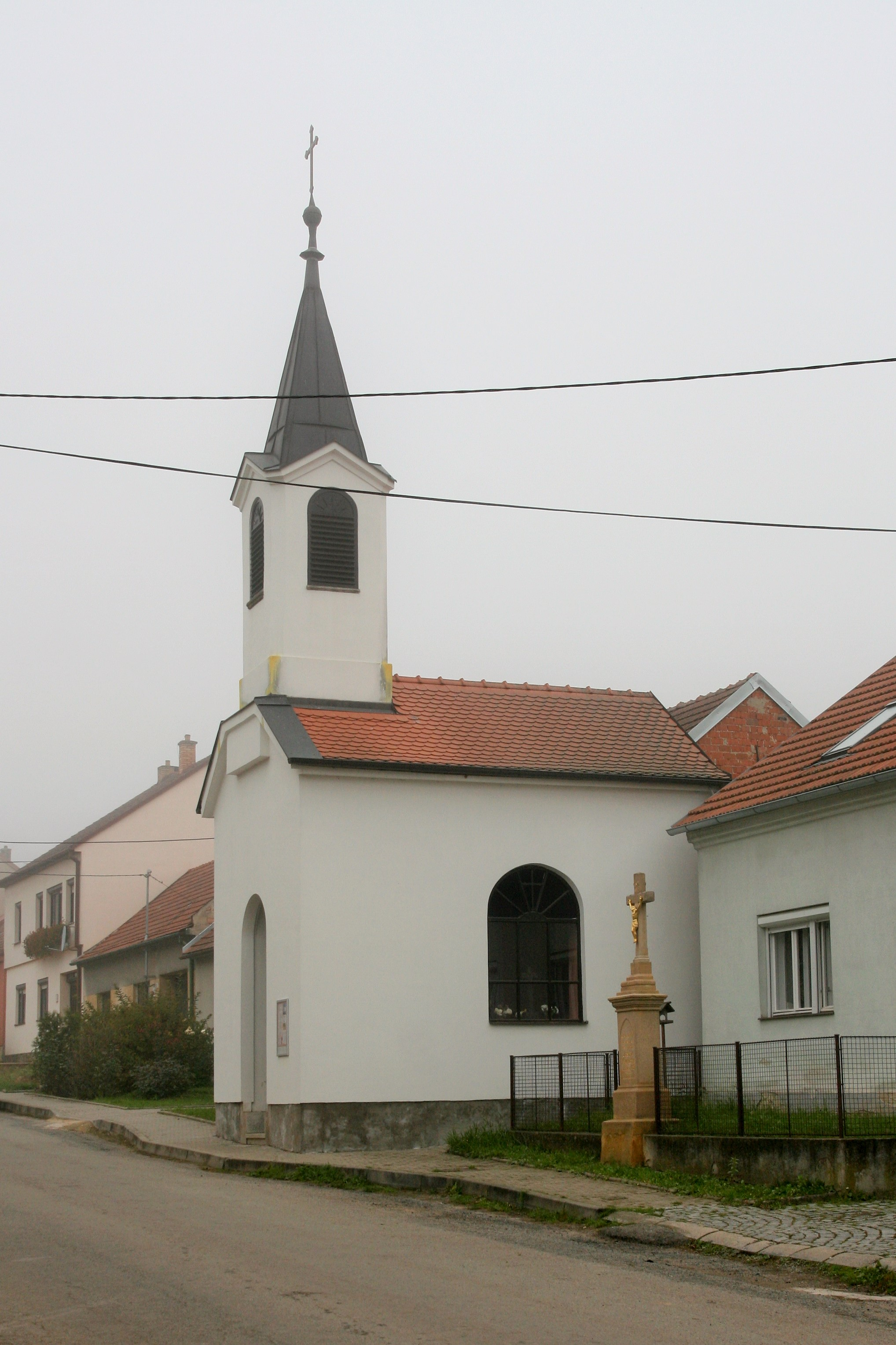
Kaple Nanebevzetí Panny Marie v Brťově
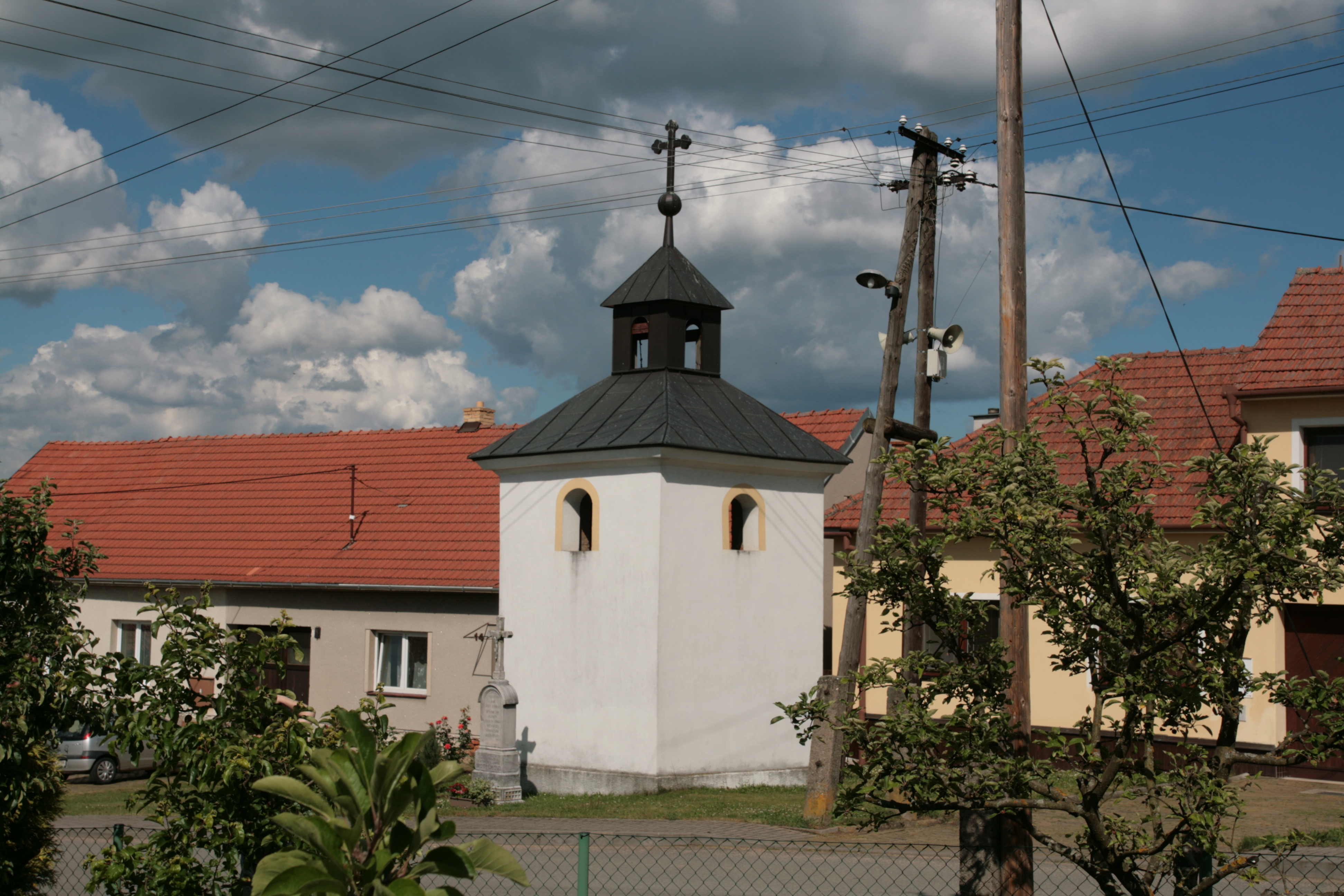
Zvonice na návsi v Jenči
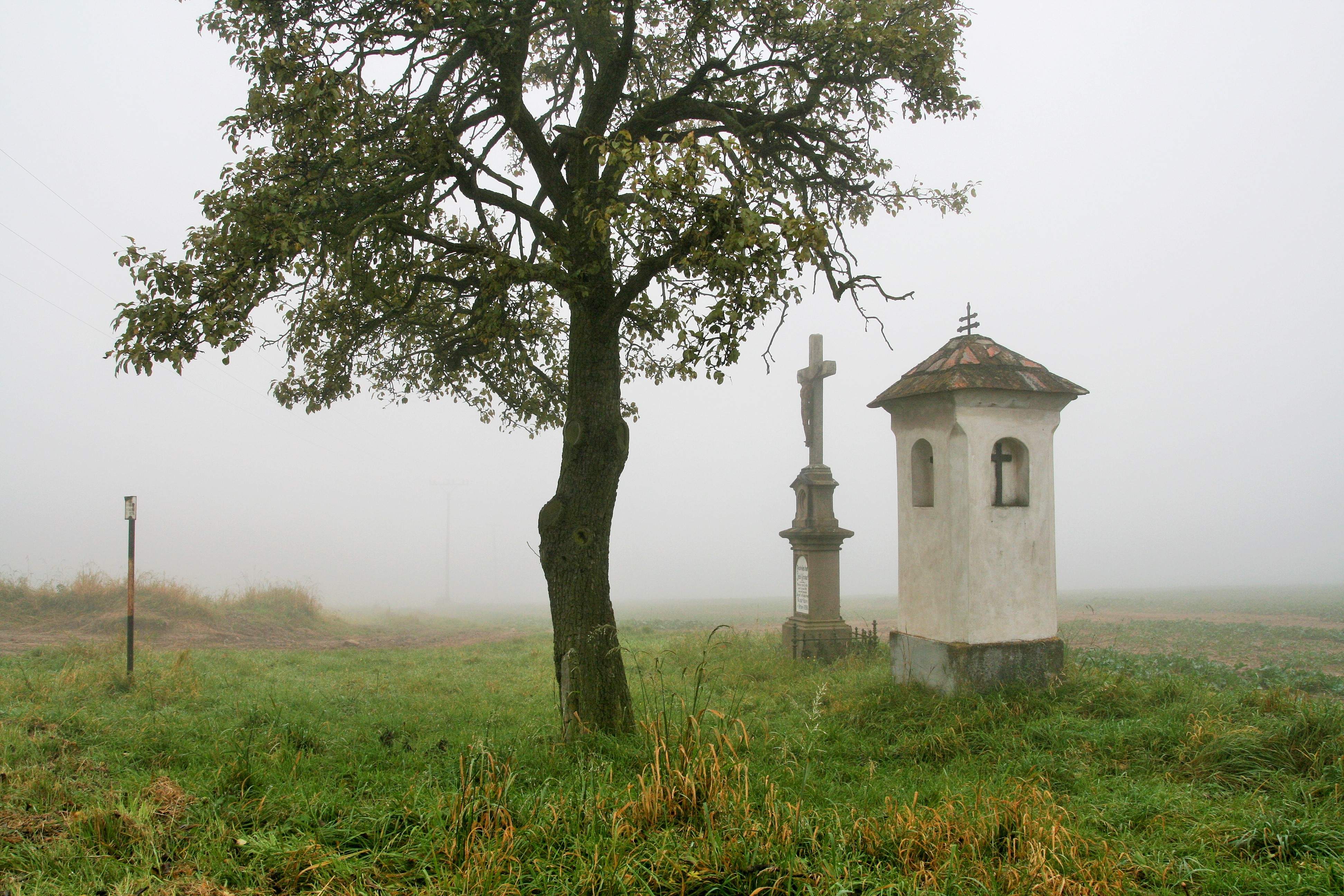
Kříž a boží muka u cesty na Dlouhou Lhotu